# Kabupaten Indragiri Hulu
Kabupaten Indragiri Hulu är ett kabupaten i Indonesien.   Det ligger i provinsen Kepulauan Riau, i den västra delen av landet, 800 km nordväst om huvudstaden Jakarta. Antalet invånare är 382 661.